# Rockwell Green
Rockwell Green är en by i Somerset i England. Orten har 2 246 invånare (2001).